# Вулиця Гало
Вулиця Гало — вулиця в Радянському районі Мінська.

## Історія
Названо на честь Захара Захаровича Гало.

## Опис
Розташована в Радянському районі, Сільхозселище.
Починається від Т-подібного перехрестя з вулицею Некрасова і йде на північний захід. Перетинає вулиці Комаровське кільце, Корш-Сабліна, далі до вулиці підходять вулиці Волочаєвська, Бєлінського, перетинається вулиця Тиражна, потім від вулиці починається 2-й Тиражний провулок, перетинаються 1-й Тиражний провулок, вулиця Меліоративна, провулок Меліоративний, 1-я Базисна вулиця, відходять провулки Базисний, Літературний, перетинає вулиці 1-шу Селищну, Лук'яновича. Закінчується Т-подібним перехрестям з вулицею Олешева.

## Будинки
Номери: 2, 4, 6, 8, 61, 63, 65, 67, 69, 70, 71, 72, 73, 74, 75, 77, 78, 80, 81, 82, 83, 84, 85, 86, 87, 89, 90, 91, 93, 95, 96, 98, 99, 100, 101, 102, 104, 106, 108, 111, 112, 113, 114, 116 , 118, 120, 121, 122, 123, 124, 125, 126, 129, 130, 131, 132, 133, 135, 137, 138, 139, 140, 141, 142, 143, 144, 145, 146/А, 147, 148, 149, 151, 153, 155
Планувалося знесення приватного сектору в Сільхозселищі. За уточненим планом (на вересень 2011 року), до 2020 року забудову на вулиці Гало (на відміну від численних котеджів Сільхозселища, які потрапили в план знесення) вирішено не чіпати.